# 睛斑線紋鱸
睛斑線紋鱸，為輻鰭魚綱鱸形目鱸亞目鮨科的其中一種，分布於印度太平洋區，從東非至社會群島，北至日本海域，棲息深度3-20公尺，體長可達10.7公分，生活在珊瑚礁及海草床，為底棲性魚類，屬肉食性，可做為食用魚。